# Ferrières-en-Bray
Ferrières-en-Bray és un municipi francès situat al departament del Sena Marítim i a la regió de Normandia. L'any 2007 tenia 1.689 habitants.

## Demografia

### Població
El 2007 la població de fet de Ferrières-en-Bray era de 1.689 persones. Hi havia 710 famílies de les quals 197 eren unipersonals (66 homes vivint sols i 131 dones vivint soles), 279 parelles sense fills, 189 parelles amb fills i 45 famílies monoparentals amb fills.
La població ha evolucionat segons el següent gràfic:
Habitants censats

### Habitatges
El 2007 hi havia 781 habitatges, 724 eren l'habitatge principal de la família, 8 eren segones residències i 49 estaven desocupats. 718 eren cases i 60 eren apartaments. Dels 724 habitatges principals, 528 estaven ocupats pels seus propietaris, 189 estaven llogats i ocupats pels llogaters i 7 estaven cedits a títol gratuït; 4 tenien una cambra, 30 en tenien dues, 119 en tenien tres, 255 en tenien quatre i 316 en tenien cinc o més. 541 habitatges disposaven pel capbaix d'una plaça de pàrquing. A 364 habitatges hi havia un automòbil i a 280 n'hi havia dos o més.

### Piràmide de població
La piràmide de població per edats i sexe el 2009 era:
| Homes | Edats   | Dones |
| ----- | ------- | ----- |
| 0     | 95 o +  | 0     |
| 0     | 90 a 94 | 0     |
| 0     | 85 a 89 | 20    |
| 4     | 80 a 84 | 12    |
| 36    | 75 a 79 | 24    |
| 28    | 70 a 74 | 28    |
| 56    | 65 a 69 | 68    |
| 44    | 60 a 64 | 52    |
| 44    | 55 a 59 | 36    |
| 96    | 50 a 54 | 68    |
| 48    | 45 a 49 | 80    |
| 44    | 40 a 44 | 64    |
| 60    | 35 a 39 | 52    |
| 60    | 30 a 34 | 60    |
| 52    | 25 a 29 | 48    |
| 76    | 20 a 24 | 28    |
| 56    | 15 a 19 | 68    |
| 36    | 10 a 14 | 72    |
| 40    | 5 a 9   | 32    |
| 24    | 0 a 4   | 44    |

## Economia
El 2007 la població en edat de treballar era de 1.042 persones, 740 eren actives i 302 eren inactives. De les 740 persones actives 663 estaven ocupades (349 homes i 314 dones) i 78 estaven aturades (33 homes i 45 dones). De les 302 persones inactives 150 estaven jubilades, 61 estaven estudiant i 91 estaven classificades com a «altres inactius».

### Ingressos
El 2009 a Ferrières-en-Bray hi havia 714 unitats fiscals que integraven 1.696 persones, la mediana anual d'ingressos fiscals per persona era de 18.299 €.

### Activitats econòmiques
Dels 78 establiments que hi havia el 2007, 1 era d'una empresa extractiva, 2 d'empreses alimentàries, 7 d'empreses de fabricació d'altres productes industrials, 7 d'empreses de construcció, 27 d'empreses de comerç i reparació d'automòbils, 6 d'empreses de transport, 6 d'empreses d'hostatgeria i restauració, 1 d'una empresa d'informació i comunicació, 3 d'empreses financeres, 4 d'empreses immobiliàries, 6 d'empreses de serveis, 4 d'entitats de l'administració pública i 4 d'empreses classificades com a «altres activitats de serveis».
Dels 25 establiments de servei als particulars que hi havia el 2009, 1 era una funerària, 6 tallers de reparació d'automòbils i de material agrícola, 1 taller d'inspecció tècnica de vehicles, 2 guixaires pintors, 2 fusteries, 1 lampisteria, 2 electricistes, 2 perruqueries, 2 veterinaris, 5 restaurants i 1 agència immobiliària.
Dels 11 establiments comercials que hi havia el 2009, 3 eren supermercats, 1 un supermercat, 1 una botiga de menys de 120 m², 1 una fleca, 1 una botiga de congelats, 1 una sabateria i 3 floristeries.
L'any 2000 a Ferrières-en-Bray hi havia 29 explotacions agrícoles que ocupaven un total de 1.024 hectàrees.

## Equipaments sanitaris i escolars
El 2009 hi havia una escola elemental.

## Poblacions més properes
El següent diagrama mostra les poblacions més properes.